# Apastowo
Apastowo (russisch Апа́стово; tatarisch Апас, Apas) ist eine Siedlung städtischen Typs in der Republik Tatarstan in Russland mit 5145 Einwohnern (Stand 14. Oktober 2010).

## Geographie
Der Ort liegt etwa 75 km Luftlinie südwestlich der Republikhauptstadt Kasan. Er befindet sich zwischen der Swijaga und ihren rechten Nebenfluss Ulema, die jeweils einige Kilometer entfernt verlaufen.
Apastowo ist Verwaltungszentrum des Rajons Apastowski sowie Sitz der Stadtgemeinde (gorodskoje posselenije) Apastowo, zu der außerdem das südöstlich fast unmittelbar anschließende Dorf Staryje Jenali gehört.

## Geschichte
Der Ort wurde erstmals 1647 unter dem (russifizierten) Namen Jenalejewo erwähnt, auf den bis heute der Name des Gemeindeteils Staryje Jenali („Alt-Jenali“) zurückgeht. Später bürgerte sich der Name Apastowo ein. Am 10. August 1930 wurde es Verwaltungssitz eines neu geschaffenen, nach ihm benannten Rajons.
Am 9. September 2004 erhielt der Ort den Status einer Siedlung städtischen Typs.

### Bevölkerungsentwicklung
| Jahr | Einwohner |
| ---- | --------- |
| 1897 | 1703      |
| 1939 | 2137      |
| 1959 | 2002      |
| 1970 | 2363      |
| 1979 | 2917      |
| 1989 | 3903      |
| 2002 | 4566      |
| 2010 | 5145      |

Anmerkung: Volkszählungsdaten

## Verkehr
Östlich an Apastowo vorbei verläuft die föderale Fernstraße R241 von Kasan nach Uljanowsk. Acht Kilometer nordwestlich der Siedlung befindet sich die Station Karatun  bei Kilometer 76 der 1942 eröffneten Eisenbahnstrecke Swijaschsk (bei Kasan) – Uljanowsk – Sysran.